# Liste der Kommissare des Königs der Provinz Flevoland
Dies ist die Liste der Kommissare des Königs der Provinz Flevoland in den Niederlanden seit der Gründung am 1. Januar 1986.
| Kommissar des Königs oder der Königin | Kommissar des Königs oder der Königin | Partei | Partei | Amtszeit  | Anmerkungen |
| ------------------------------------- | ------------------------------------- | ------ | ------ | --------- | ----------- |
| Han Lammers                           | Han Lammers                           |        | PvdA   | 1986–1996 | [ 1 ]       |
| Michel Jager                          | Michel Jager                          |        | D66    | 1996–2008 | [ 2 ]       |
| Leen Verbeek                          | Leen Verbeek                          |        | PvdA   | 2008–2023 | [ 3 ]       |
| Arjen Gerritsen                       | Arjen Gerritsen                       |        | VVD    | 2023–     | [ 4 ]       |